# Przybygniew (książę obodrzycki)
Przybigniew, znany także jako Udo lub Uto (ur. zapewne 970/990, zm. 1028) – książę Obodrytów od ok. 1018 do 1028 roku.
Jego imię Udo ma pochodzenie germańskie i zostało prawdopodobnie nadane przy chrzcie na cześć jego ojca chrzestnego, Lotara Udo I ze Strade. Jego ojcem był Mścisław, książę od początku XI wieku (Adam z Bremy twierdzi, że był synem Mściwoja, ojca Mścisława, jednak kronikarz nie rozróżnia tych dwu postaci). W wyniku reakcji pogańskiej w 1018 Mścisław musiał zbiec z księstwa razem z żoną i synową. Państwo podzieliło się na trzy części i było trawione konfliktami wewnętrznymi. W częściach księstwa (zapewne w pogańskiej Wagrii) panowali Racibor, Anadrag (Onodróg) i Gneus (Gniewosz), a zatem zakres panowania pozostałego w kraju Przybigniewa nie mógł być duży. Współpracował on z Sasami w chrystianizacji kraju. Kronikarze Adam z Bremy i za nim Helmold nazwali go male Christianus (zły chrześcijanin), mimo że jako jedyny spośród rywalizujących władców wyznawał tę religię i ochrzcił w niej swego syna. Prawdopodobnie było to spowodowane niechęcią do przyjęcia saskiej zwierzchności. W 1028 roku został zamordowany przez Sasów wskutek swojego okrucieństwa. Ostatecznie kolejnym księciem, prawdopodobnie wybranym przez wiec, został Racibor.
Przybigniew był żonaty z kobietą pochodzącą z Danów (Duńczyków), z którą miał syna Gotszalka. Uciekł on z księstwa po śmierci ojca i został oddany na wychowanie do klaszotru św. Michała w Lüneburgu, a potem trafił na służbę do Knuta Wielkiego i poślubił jego córkę. W 1043 pomścił ojca i odzyskał władzę przy pomocy Duńczyków i Sasów.